# Attilâ İlhan
Attilâ İlhan (Menemen, 15 giugno 1925 – Istanbul, 11 ottobre 2005) è stato uno scrittore turco.
Fiero nazionalista, divenne celebre essenzialmente nel 1954 con la sua opera poetica Viale delle nebbie.